# Wierzeja
Wierzeja – wieś w Polsce położona w województwie wielkopolskim, w powiecie szamotulskim, w gminie Duszniki.

## Historia
Miejscowość pierwotnie była związana z Wielkopolską. Istnieje co najmniej od drugiej połowy XIV wieku i ma średniowieczną metrykę. Po raz pierwszy odnotowana została w łacińskim dokumencie z 1387 pod nazwą „Verzeye”, 1396 „Werzege”, 1397 „Werszewo”, 1398 „Wenszecze”, 1402 „Verzeya”, 1405 „Wyerzeya, Werzeya”, 1429 „Werzeye”, 1431 według zachowanej kopii z XV wieku „Wierzeja”, 1469 „Wyerzea”, 1475 (według zachowanej kopii z XV wieku) „Vyerzyegye, Wyerzyegye”, 1523 „Vyerzeia”. 1563 „Wierzeia” .
Tereny, na których powstała miejscowość były zasiedlone wcześniej niż odnotowały to historyczne zapisy ponieważ archeologiczne badania powierzchniowe przeprowadzone na terenie wsi ujawniły ślady osady wczesnośredniowieczej oraz z pełnego średniowiecza, a w nim 20 fragmentów naczyń glinianych.
Początkowo wieś była własnością szlachecką należącą do wielkopolskiej szlachty z rodu Wierzejskich), którzy od nazwy wsi przyjęli odmiejscowe nazwisko, a później także do Ciesielskich, Grzebienickich, Trzcieńskich, Turkowskich, Wargowskich, Przetockich, Niegolewskich, Wielżyńskich. W 1444 miejscowość leżała w powiecie poznańskim województwa poznańskiego w Koronie Królestwa Polskiego. Do 1431na leżała do parafii Ceradz Stary obecnie nazwa wsi to Ceradz Kościelny, a po tej dacie do parafii Mieściska i po 1508, 1510 ponownie do parafii Ceradz Stary.
Pierwsze zachowane informacje o miejscowości pochodzą zapisów sądowych. W latach 1387-1429 jako właściciel we wsi odnotowany został Prędota Wierzejski z Wierzeji, którego nazwisko zapisywano także w formach Wierzejewski, Wierzeski, Wierzewski. Był bratem Włodki oraz ojcem Mikołaja, Mirosława i Judki. W 1387 toczył spór sądowy z Maciejem kmieciem z Niepruszewa o bydło wartości 6 grzywien, za które ręczył Maciejowi. W latach 1391-1428 Prędota wspominany był jako świadek. W 1395 sąd zawyrokował, że Prędota Wierzejski może pozwać dziedziców z Grodziszczka. W 1396 pozwał Formoszkę z Grodziszczka wraz z jej dziećmi, a pozwana uznała roszczenie, ale podniosła, że nie ma z czego zapłacić długu i odesłała Prędotę do Mścigniewa z żoną jako zastawników Grodziszczka. W 1398 Prędota Wierzejski toczył kolejny  proces z panią Szczepanową Łodziną ze Srocka Małego. W latach 1398-1402 prowadził spory sądowe: w 1398 z Janem z Wilkowa i jego żoną Przecławą, w 1402 z Mścigniewem z Sędzin o granice pomiędzy majętnościami Wierzeja i Sędzin. W 1404 wygrał proces z Janem z Otusza o 40 grzywien tytułem wiana (łac. „dotalicium”). W 1405 wspomniany został jako strona procesu  o granice z Janem i Mikołajem z Wilkowa. W 1409 przegrał proces z Wilkowskimi o 11 grzywien z tytułu poręczenia. W 1421 wraz z Janem z Sędzin toczyli proces z Agnieszką córką zmarłego Macieja z Sędzin. W latach 1422-1423 wraz z żoną Małgorzatą dziedzice w Wierzeji byli w sporze z Włodką niegdyś z Wierzeji o 30 grzywien. W 1427 Prędota Wierzejski odnotowany został wraz z synami Mirosławem, Mikołajem i córką Judką. W 1429 Prędota był w sporze z Girzmanem kmieciem z Wąsowa.
Miejscowość odnotowały również historyczne rejestry podatkowe. W  1508 miał miejsce pobór z części Łukasza Ciesielskiego od 3 łanów, z części Macieja Grodzickiego od 4 łanów, 6 groszy od karczmy. W 1509 pobór odbył się z części Łukasza Ciesielskiego od 3 łanów, z części Macieja Grodzickiego pobrano podatki od 4,5 łana oraz od karczmy. W 1510 w Wierzeji było 9 łanów, w tym 7,5 łana osiadłego, pół łana opuszczonego, karczma prowadząca wyszynk, jeden zagrodnik. W 1553 pobrano podatki z części Jana Wielżyńskiego od jednego łana kmiecego oraz od karczmy, z części Szymona Ciesielskiego od 3 łanów osiadłych. W 1563 pobór nastąpił z części należącej do Ciesielskich od 3 łanów, z części Jana Wielżyńskiego od jednego łana, karczmy dorocznej oraz od wiatraka dorocznego. W 1564 w Wierzeji było 9 łanów. W 1567 miał miejsce pobór z części Jana Wielżyńskiego od jednego łana, jednego wiatraka dorocznego oraz od 5 zagrodników. Z części należącej do Jana Ciesielskiego pobrano podatki od 2 łana. W 1577 pobór z części Jana Wielżyńskiego od jednego łana, wiatraka oraz 4 zagrodników. W 1580 Stanisław Wielżyński zapłacił pobór od 2 łanów, 4 zagrodników, jednego komornika, jednego najemnego robotnika zwanego ratajem oraz od 2 pługów oraz jednego wiatraka dorocznego. W latach 1581, 1583 pobór zapłacił Stanisław Wielżyński od 2 łanów, wiatraka dorocznego, 3 zagrodników, komornika oraz rataja od 2 pługów.
Wieś szlachecka Wierzeia położona była w 1580 roku w powiecie poznańskim województwa poznańskiego w Rzeczypospolitej Obojga Narodów. Wskutek II rozbioru Polski w 1793, miejscowość przeszła pod władanie Prus i jak cała Wielkopolska znalazła się w zaborze pruskim. Właścicielem w roku 1793 był Wawrzyniec Stanęcki. Pod koniec XIX wieku dobra szlacheckie liczyły 376 ha.
W latach 1975–1998 miejscowość administracyjnie należała do województwa poznańskiego.
We wsi istnieją słabo czytelne pozostałości cmentarza ewangelickiego.

## Urodzeni w miejscowości
W Wierzei 29 września 1760 urodził się generał Michał Sokolnicki.